# Ann Wedgeworth
Ann Wedgeworth pseud. Liz (ur. 21 stycznia 1934 w Abilene, zm. 16 listopada 2017 w North Bergen) – amerykańska aktorka teatralna, filmowa i telewizyjna.

## Wybrana filmografia
- 1956: The Edge of Night jako Angela Talbot
- 1973: Strach na wróble jako Frenchy
- 1974: Morderstwo w Catamount jako Kit Loring
- 1985: Słodkie marzenia jako Hilda Hensley
- 1989: Stalowe Magnolie jako ciocia Fern
- 1990-1994: Miasteczko Evening Shade jako Merleen Elldridge
- 1994: Kaliber 45 jako Thaylene Cheatham
- 1996: The Whole Wide World jako pani Howard
- 2006: The Hawk Is Dying jako Ma Gattling

## Nagrody
- 1978: Tony Award dla aktorki drugoplanowej w sztuce Chapter Two

## Życie prywatne
W 1955 poślubiła Ripa Torna, z którym miała 1 dziecko, jednak 1961 rozwiodła się z nim. W 1970 poślubiła Ernesta Martina, z którym miała 1 dziecko. W okresie dzieciństwa przyjaźniła się z Jayne Mansfield.